# Moldova 2
Moldova 2 est la deuxième chaîne de télévision appartenant au service public de ratio-télévision moldave Teleradio-Moldova. La chaîne est lancée le 3 mai 2016, à l'occasion du 58e anniversaire du groupe.

## Histoire
Le 3 mai 2016, Teleradio-Moldova lance une seconde chaîne nationale nommée Moldova 2. Elle retransmet sur son antenne des programmes à vocation culturelle, telles que des archives de Teleradio-Moldova. Elle diffuse également du sport et a retransmis des compétitions telles que les Jeux olympiques d'été de 2016 et l'Euro 2016.